# Lacantuniidae
Lacantuniidae zijn een familie van straalvinnige vissen uit de orde van Meervalachtigen (Siluriformes).

## Taxonomie
De volgende geslachten zijn bij de familie ingedeeld:
- Lacantunia Rodiles-Hernández, Hendrickson & Lundberg, 2005